# Primera B Metropolitana 2022
Il Campionato di Primera B 2022 (chiamata anche con il nome ufficiale di Campeonato de Primera División B 2022) è la 91ª edizione del campionato di terza divisione argentino riservato alle squadre direttamente affiliate alla AFA.
Al torneo prendono parte 17 squadre, tra cui le due neopromosse Dock Sud (che ha vinto il campionato di Primera C 2021 e che ritorna in Primera B dopo la sua ultima partecipazione nell'edizione 1998-1999) e l'Ituzaingó (che ha vinto il torneo reducido per la seconda promozione nel torneo di Primera C 2021 e che ritorna in Primera B dopo la sua ultima partecipazione nell'edizione del torneo 2001-2002).
Il 28 maggio 2022, con la sua vittoria per 2-0 sul Deportivo Armenio nella 16ª giornata, il Comunicaciones ha ottenuto il titolo del Torneo Apertura grazie alla concomitante sconfitta dell'Ituzaingó per 2-1 contro il Fénix.
Ad ottenere il titolo del Torneo Clausura è stato invece il Deportivo Armenio, aggiudicandosi il torneo il 2 ottobre 2022 con la vittoria per 3-0 contro il Los Andes alla 17ª giornata. Il Deportivo Armenio è l'unica squadra di tutto il calcio argentino che nella stagione 2022 si è aggiudicata un campionato senza subire sconfitte.

## Formato
Il torneo si è strutturato in due campionati separati, chiamati Apertura e Clausura, in ognuno dei quali tutte le squadre si sono affrontate in un girone di sola andata. Se la stessa squadra avesse ottenuto la prima posizione nella classifica di entrambi i tornei, quest'ultima avrebbe ottenuto il titolo di campione del torneo e la promozione in Primera Nacional.
In caso contrario, se fossero state due squadre differenti ad ottenere la prima piazza nelle rispettive classifiche dei tornei Apertura e Clausura, si sarebbe disputato un Torneo reducido ad eliminazione diretta per determinare l'assegnazione del titolo e la squadra che otterrà la promozione in Primera Nacional. Al Torneo reducido hanno preso parte le otto squadre meglio classificate della Tabla Anual, ovvero della classifica che ha tenuto conto dei punti ottenuti da ogni squadra in entrambi i tornei Apertura e Clausura. Al Torneo Reducido, le squadre prime classificate dei tornei Apertura e Clausura si sono qualificate direttamente in semifinale.
A retrocedere in Primera C è stata la squadra peggio classificata nella Tabla Anual.
Alla Copa Argentina 2023 si sono qualificate 5 squadre: la squadra vincitrice del Torneo Complemento 2021 (disputato alla fine della stagione precedente e vinto dal Comunicaciones), la squadra vincitrice del campionato e le 3 squadre migliori classificate nella Tabla anual (ad eccezione delle due precedentemente menzionate).

## Squadre partecipanti
| Club                  | Città                | Stadio                    |
| --------------------- | -------------------- | ------------------------- |
| Acassuso              | Boulogne Sur Mer     | La Quema                  |
| Argentino de Quilmes  | Quilmes              | Argentino de Quilmes      |
| Cañuelas              | Cañuelas             | Jorge Alfredo Arín        |
| Colegiales            | Munro                | Colegiales                |
| Comunicaciones        | Buenos Aires         | Alfredo Ramos             |
| Defensores Unidos     | Zárate               | Gigante de Villa Fox      |
| Deportivo Armenio     | Ingeniero Maschwitz  | Armenia                   |
| Deportivo Merlo       | Parque San Martín    | José Manuel Moreno        |
| Dock Sud              | Dock Sud             | De los Inmigrantes        |
| Fénix                 | Buenos Aires         | José Manuel Moreno        |
| Ituzaingó             | Ituzaingó            | Carlos Alberto Sacaan     |
| Justo José de Urquiza | Loma Hermosa         | Ramón Roque Martín        |
| Los Andes             | Lomas de Zamora      | El Gallardón              |
| San Miguel            | Los Polvorines       | Malvinas Argentinas       |
| Talleres              | Remedios de Escalada | Pablo Comelli             |
| UAI Urquiza           | Villa Lynch          | Monumental de Villa Lynch |
| Villa San Carlos      | Berisso              | Genacio Sálice            |

## Tabla anual
La seguente classifica tiene conto dei punti ottenuti da ogni squadra sia nel Torneo Apertura che nel Torneo Clausura. Il suo fine è quello di determinare le 8 squadre che accederanno torneo reducido per determinare la squadra che ottiene la promozione in Primera B Nacional. Il Torneo reducido non si terrà se il Comunicaciones, squadra vincitrice del Torneo Apertura, si aggiudicherà anche il iTorneo Clausura: in tal caso il Comunicaciones otterrà la promozione diretta.
La classifica ha lo scopo anche di determinare l'unica squadra a retrocedere in Primera C, ovvero l'ultima classificata nella Tabla anual.
| Pos. | Squadra            | Pt | G  | V  | N  | P  | GF | GS | DR  |
| ---- | ------------------ | -- | -- | -- | -- | -- | -- | -- | --- |
| 1.   | Colegiales         | 62 | 32 | 19 | 5  | 8  | 48 | 34 | +14 |
| 2.   | Dep. Armenio (Y)   | 59 | 32 | 15 | 14 | 3  | 35 | 20 | +15 |
| 3.   | Ituzaingó          | 52 | 32 | 15 | 7  | 10 | 40 | 36 | +4  |
| 4.   | Comunicaciones (X) | 50 | 32 | 14 | 8  | 10 | 48 | 36 | +12 |
| 5.   | Villa San Carlos   | 48 | 32 | 13 | 9  | 10 | 39 | 32 | +7  |
| 6.   | Cañuelas           | 47 | 32 | 13 | 8  | 11 | 39 | 36 | +3  |
| 7.   | Def. Unidos        | 46 | 32 | 12 | 10 | 10 | 42 | 36 | +6  |
| 8.   | Talleres (RdE)     | 43 | 32 | 11 | 10 | 11 | 35 | 36 | -1  |
| 9.   | Fénix              | 41 | 32 | 10 | 11 | 11 | 31 | 32 | -1  |
| 10.  | Acassuso           | 41 | 32 | 10 | 11 | 11 | 33 | 35 | -2  |
| 11.  | Dock Sud           | 38 | 32 | 10 | 8  | 14 | 34 | 42 | -8  |
| 12.  | Dep. Merlo         | 37 | 32 | 9  | 10 | 13 | 27 | 34 | -7  |
| 13.  | Argentino (Q)      | 36 | 32 | 8  | 12 | 12 | 37 | 42 | -5  |
| 14.  | San Miguel         | 36 | 32 | 9  | 9  | 14 | 30 | 37 | -7  |
| 15.  | Los Andes          | 34 | 32 | 6  | 16 | 10 | 30 | 35 | -5  |
| 16.  | UAI Urquiza        | 34 | 32 | 9  | 7  | 16 | 28 | 41 | -13 |
| 17.  | J.J. de Urquiza    | 30 | 32 | 7  | 9  | 16 | 23 | 35 | -12 |

Legenda
      Squadre campioni di uno dei 2 tornei e qualificate direttamente alle semifinali del Torneo reducido.
      Squadre qualificate al Torneo reducido.
      Squadra retrocessa in Primera C.
Note
Fonte: AFA
3 punti per la vittoria, 1 punto per il pareggio.
A parità di punti, valgono i seguenti criteri: 1) Spareggio (solo per determinare la vincente del campionato; 2) differenza reti; 3) gol fatti; 4) punti negli scontri diretti; 5) differenza reti negli scontri diretti; 6) gol fatti negli scontri diretti.
X - Il Comunicaciones ha vinto il Torneo Apertura e si è qualificato alle semifinali del Torneo Redudico.
Y - Il Deportivo Armenio ha vinto il Torneo Clausura e si è qualificato alle semifinali del Torneo Redudico.

## TorneoApertura
| Pos. | Squadra          | Pt | G  | V | N | P  | GF | GS | DR  |
| ---- | ---------------- | -- | -- | - | - | -- | -- | -- | --- |
| 1.   | Comunicaciones   | 30 | 16 | 9 | 3 | 4  | 28 | 15 | +13 |
| 2.   | Ituzaingó        | 28 | 16 | 8 | 4 | 4  | 19 | 15 | +4  |
| 3.   | Colegiales       | 27 | 16 | 8 | 3 | 5  | 22 | 19 | +3  |
| 4.   | Villa San Carlos | 25 | 16 | 7 | 4 | 5  | 23 | 16 | +7  |
| 5.   | Cañuelas         | 25 | 16 | 7 | 4 | 5  | 22 | 16 | +6  |
| 6.   | Fénix            | 24 | 16 | 6 | 6 | 4  | 17 | 14 | +3  |
| 7.   | Def. Unidos      | 23 | 16 | 6 | 5 | 5  | 22 | 21 | +1  |
| 8.   | Dep. Armenio     | 23 | 16 | 5 | 8 | 3  | 17 | 17 | 0   |
| 9.   | Talleres (RdE)   | 22 | 16 | 6 | 4 | 6  | 20 | 20 | 0   |
| 10.  | Argentino (Q)    | 21 | 16 | 5 | 6 | 5  | 21 | 18 | +3  |
| 11.  | J.J. de Urquiza  | 20 | 16 | 4 | 8 | 4  | 16 | 17 | -1  |
| 12.  | Dock Sud         | 20 | 16 | 5 | 5 | 6  | 18 | 21 | -3  |
| 13.  | Acassuso         | 19 | 16 | 4 | 7 | 5  | 19 | 20 | -1  |
| 14.  | Dep. Merlo       | 16 | 16 | 4 | 4 | 8  | 10 | 17 | -7  |
| 15.  | Los Andes        | 15 | 16 | 2 | 9 | 5  | 15 | 21 | -6  |
| 16.  | UAI Urquiza      | 15 | 16 | 4 | 3 | 9  | 17 | 27 | -10 |
| 17.  | San Miguel       | 12 | 16 | 3 | 3 | 10 | 11 | 23 | -12 |

Legenda
      Squadra campione o classificata alle semifinali del Torneo Reducido nel caso o meno vinca anche il Torneo Clausura.

Note
Fonte: AFA
3 punti per la vittoria, 1 punto per il pareggio.
A parità di punti, valgono i seguenti criteri: 1) Spareggio (solo per determinare la vincente del campionato; 2) differenza reti; 3) gol fatti; 4) punti negli scontri diretti; 5) differenza reti negli scontri diretti; 6) gol fatti negli scontri diretti.

### Risultati
| Dep. Merlo         | 1 - 0              | Acassuso           | 12.2.2022          | Acassuso           | 2 - 1              | Colegiales         | 18.2.2022          | Dock Sud         | 0 - 2            | Fénix            | 25.2.2022        |
| UAI Urquiza        | 0 - 2              | Comunicaciones     | 12.2.2022          | Fénix              | 0 - 0              | Dep. Armenio       | 19.2.2022          | Colegiales       | 2 - 3            | Argentino (Q)    | 26.2.2022        |
| Dock Sud           | 2 - 1              | Los Andes          | 12.2.2022          | Comunicaciones     | 1 - 0              | Villa San Carlos   | 19.2.2022          | Dep. Merlo       | 1 - 0            | J.J. de Urquiza  | 26.2.2022        |
| Dep. Armenio       | 1 - 0              | Ituzaingó          | 12.2.2022          | Cañuelas           | 1 - 2              | Def. Unidos        | 19.2.2022          | Dep. Armenio     | 1 - 1            | San Miguel       | 26.2.2022        |
| San Miguel         | 0 - 2              | Fénix              | 12.2.2022          | J.J. de Urquiza    | 1 - 3              | Talleres (RdE)     | 19.2.2022          | Def. Unidos      | 2 - 1            | Comunicaciones   | 26.2.2022        |
| Villa San Carlos   | -                  | Cañuelas           | 12.2.2022          | Argentino (Q)      | 0 - 0              | Dep. Merlo         | 19.2.2022          | Villa San Carlos | 4 - 1            | Los Andes        | 26.2.2022        |
| Def. Unidos        | 1 - 1              | J.J. de Urquiza    | 13.2.2022          | Ituzaingó          | 1 - 0              | Dock Sud           | 19.2.2022          | UAI Urquiza      | 0 - 1            | Ituzaingó        | 26.2.2022        |
| Talleres (RdE)     | 2 - 2              | Argentino (Q)      | 13.2.2022          | Los Andes          | 0 - 0              | UAI Urquiza        | 22.2.2022          | Talleres (RdE)   | 1 - 3            | Cañuelas         | 27.2.2022        |
| Riposa: Colegiales | Riposa: Colegiales | Riposa: Colegiales | Riposa: Colegiales | Riposa: San Miguel | Riposa: San Miguel | Riposa: San Miguel | Riposa: San Miguel | Riposa: Acassuso | Riposa: Acassuso | Riposa: Acassuso | Riposa: Acassuso |

| Fénix                | 1 - 1                | UAI Urquiza          | 4.3.2022             | Acassuso              | 1 - 2                 | J.J. de Urquiza       | 12.3.2022             | Fénix            | 1 - 1            | Def. Unidos      | 18.3.2022        |
| San Miguel           | 0 - 1                | Dock Sud             | 5.3.2022             | Colegiales            | 1 - 0                 | Cañuelas              | 12.3.2022             | Comunicaciones   | 1 - 1            | Colegiales       | 18.3.2022        |
| Comunicaciones       | 4 - 0                | Talleres (RdE)       | 5.3.2022             | Dep. Merlo            | 0 - 1                 | Comunicaciones        | 12.3.2022             | Dep. Armenio     | 3 - 0            | UAI Urquiza      | 19.3.2022        |
| Cañuelas             | 1 - 0                | Dep. Merlo           | 5.3.2022             | Def. Unidos           | 1 - 1                 | Ituzaingó             | 12.3.2022             | Cañuelas         | 1 - 1            | Acassuso         | 19.3.2022        |
| J.J. de Urquiza      | 2 - 2                | Colegiales           | 5.3.2022             | Villa San Carlos      | 0 - 0                 | Fénix                 | 12.3.2022             | San Miguel       | 2 - 1            | Villa San Carlos | 20.3.2022        |
| Argentino (Q)        | 0 - 0                | Acassuso             | 5.3.2022             | UAI Urquiza           | 2 - 0                 | San Miguel            | 12.3.2022             | Ituzaingó        | 1 - 0            | Talleres (RdE)   | 20.3.2022        |
| Los Andes            | 2 - 2                | Def. Unidos          | 5.3.2022             | Dock Sud              | 0 - 0                 | Dep. Armenio          | 12.3.2022             | J.J. de Urquiza  | 0 - 0            | Argentino (Q)    | 20.3.2022        |
| Ituzaingó            | 2 - 0                | Villa San Carlos     | 6.3.2022             | Talleres (RdE)        | 0 - 0                 | Los Andes             | 12.3.2022             | Los Andes        | 1 - 1            | Dep. Merlo       | 21.3.2022        |
| Riposa: Dep. Armenio | Riposa: Dep. Armenio | Riposa: Dep. Armenio | Riposa: Dep. Armenio | Riposa: Argentino (Q) | Riposa: Argentino (Q) | Riposa: Argentino (Q) | Riposa: Argentino (Q) | Riposa: Dock Sud | Riposa: Dock Sud | Riposa: Dock Sud | Riposa: Dock Sud |

| Acassuso                | 1 - 1                   | Comunicaciones          | 26.3.2022               | Fénix               | 3 - 0               | Dep. Merlo          | 1.4.2022            | Def. Unidos      | 2 - 0            | Dock Sud         | 9.4.2022         |
| Dep. Merlo              | 0 - 1                   | Ituzaingó               | 26.3.2022               | Ituzaingó           | 1 - 3               | Colegiales          | 1.4.2022            | Argentino (Q)    | 3 - 1            | Los Andes        | 9.4.2022         |
| Argentino (Q)           | 0 - 1                   | Cañuelas                | 26.3.2022               | Dep. Armenio        | 3 - 1               | Def. Unidos         | 2.4.2022            | Colegiales       | 0 - 1            | Fénix            | 9.4.2022         |
| Colegiales              | 2 - 0                   | Los Andes               | 26.3.2022               | San Miguel          | 0 - 1               | Talleres (RdE)      | 2.4.2022            | Dep. Merlo       | 2 - 0            | San Miguel       | 9.4.2022         |
| Talleres (RdE)          | 2 - 0                   | Fénix                   | 26.3.2022               | Los Andes           | 0 - 0               | Acassuso            | 2.4.2022            | Talleres (RdE)   | 0 - 1            | Dep. Armenio     | 9.4.2022         |
| Def. Unidos             | 2 - 1                   | San Miguel              | 26.3.2022               | Comunicaciones      | 3 - 0               | Argentino (Q)       | 2.4.2022            | Villa San Carlos | 3 - 1            | UAI Urquiza      | 9.4.2022         |
| Villa San Carlos        | 0 - 0                   | Dep. Armenio            | 26.3.2022               | Cañuelas            | 0 - 2               | J.J. de Urquiza     | 2.4.2022            | Acassuso         | 2 - 2            | Ituzaingó        | 11.4.2022        |
| UAI Urquiza             | 3 - 2                   | Dock Sud                | 26.3.2022               | Dock Sud            | 3 - 1               | Villa San Carlos    | 3.4.2022            | J.J. de Urquiza  | 2 - 2            | Comunicaciones   | 11.4.2022        |
| Riposa: J.J. de Urquiza | Riposa: J.J. de Urquiza | Riposa: J.J. de Urquiza | Riposa: J.J. de Urquiza | Riposa: UAI Urquiza | Riposa: UAI Urquiza | Riposa: UAI Urquiza | Riposa: UAI Urquiza | Riposa: Cañuelas | Riposa: Cañuelas | Riposa: Cañuelas | Riposa: Cañuelas |

| Los Andes                | 1 - 1                    | J.J. de Urquiza          | 15.4.2022                | Colegiales             | 2 - 2                  | Dep. Armenio           | 23.4.2022              | UAI Urquiza         | 3 - 2               | Dep. Merlo          | 29.4.2022           |
| UAI Urquiza              | 0 - 2                    | Def. Unidos              | 16.4.2022                | Cañuelas               | 1 - 0                  | Los Andes              | 23.4.2022              | Dock Sud            | 3 - 1               | Colegiales          | 29.4.2022           |
| Dep. Armenio             | 3 - 0                    | Dep. Merlo               | 16.4.2022                | Argentino (Q)          | 2 - 2                  | Fénix                  | 23.4.2022              | Los Andes           | 1 - 0               | Comunicaciones      | 29.4.2022           |
| San Miguel               | 0 - 1                    | Colegiales               | 16.4.2022                | Dep. Merlo             | 1 - 1                  | Dock Sud               | 23.4.2022              | Villa San Carlos    | 1 - 1               | Talleres (RdE)      | 30.4.2022           |
| Comunicaciones           | 3 - 1                    | Cañuelas                 | 16.4.2022                | Talleres (RdE)         | 3 - 1                  | UAI Urquiza            | 23.4.2022              | Dep. Armenio        | 0 - 3               | Acassuso            | 30.4.2022           |
| Dock Sud                 | 1 - 3                    | Talleres (RdE)           | 17.4.2022                | Def. Unidos            | 1 - 1                  | Villa San Carlos       | 23.4.2022              | Ituzaingó           | 1 - 1               | Cañuelas            | 30.4.2022           |
| Ituzaingó                | 2 - 1                    | Argentino (Q)            | 17.4.2022                | Acassuso               | 2 - 1                  | San Miguel             | 24.4.2022              | San Miguel          | 1 - 0               | Argentino (Q)       | 2.5.2022            |
| Fénix                    | 2 - 1                    | Acassuso                 | 18.4.2022                | J.J. de Urquiza        | 0 - 1                  | Ituzaingó              | 26.4.2022              | Fénix               | 0 - 0               | J.J. de Urquiza     | 2.5.2022            |
| Riposa: Villa San Carlos | Riposa: Villa San Carlos | Riposa: Villa San Carlos | Riposa: Villa San Carlos | Riposa: Comunicaciones | Riposa: Comunicaciones | Riposa: Comunicaciones | Riposa: Comunicaciones | Riposa: Def. Unidos | Riposa: Def. Unidos | Riposa: Def. Unidos | Riposa: Def. Unidos |

| Comunicaciones    | 2 - 1             | Ituzaingó         | 7.5.2022          | Def. Unidos            | 0 - 1                  | Dep. Merlo             | 14.5.2022              | Dep. Merlo        | 0 - 0             | Talleres (RdE)    | 21.5.2022         |
| Acassuso          | 1 - 1             | Dock Sud          | 7.5.2022          | Villa San Carlos       | 3 - 1                  | Colegiales             | 14.5.2022              | Cañuelas          | 5 - 0             | Dep. Armenio      | 21.5.2022         |
| Talleres (RdE)    | 2 - 1             | Def. Unidos       | 8.5.2022          | Dep. Armenio           | 0 - 0                  | J.J. Urquiza           | 14.5.2022              | J.J. Urquiza      | 0 - 0             | Dock Sud          | 21.5.2022         |
| Cañuelas          | 2 - 0             | Fénix             | 8.5.2022          | San Miguel             | 1 - 1                  | Cañuelas               | 14.5.2022              | Argentino (Q)     | 1 - 2             | UAI Urquiza       | 21.5.2022         |
| J.J. Urquiza      | 3 - 0             | San Miguel        | 8.5.2022          | UAI Urquiza            | 1 - 1                  | Acassuso               | 15.5.2022              | Acassuso          | 0 - 1             | Villa San Carlos  | 21.5.2022         |
| Colegiales        | 2 - 1             | UAI Urquiza       | 8.5.2022          | Dock Sud               | 0 - 2                  | Argentino (Q)          | 15.5.2022              | Colegiales        | 1 - 0             | Def. Unidos       | 21.5.2022         |
| Dep. Merlo        | 1 - 2             | Villa San Carlos  | 8.5.2022          | Ituzaingó              | 2 - 2                  | Los Andes              | 15.5.2022              | Los Andes         | 2 - 0             | Fénix             | 21.5.2022         |
| Argentino (Q)     | 1 - 1             | Dep. Armenio      | 9.5.2022          | Fénix                  | 1 - 2                  | Comunicaciones         | 17.5.2022              | Comunicaciones    | 2 - 3             | San Miguel        | 22.5.2022         |
| Riposa: Los Andes | Riposa: Los Andes | Riposa: Los Andes | Riposa: Los Andes | Riposa: Talleres (RdE) | Riposa: Talleres (RdE) | Riposa: Talleres (RdE) | Riposa: Talleres (RdE) | Riposa: Ituzaingó | Riposa: Ituzaingó | Riposa: Ituzaingó | Riposa: Ituzaingó |

| 16ª giornata       | 16ª giornata       | 16ª giornata       | 16ª giornata       |                | 17ª giornata  | 17ª giornata     | 17ª giornata  | 17ª giornata |
| Squadra            | R                  | Squadra            | Data               | Squadra        | R             | Squadra          | Data          |              |
| ------------------ | ------------------ | ------------------ | ------------------ | -------------- | ------------- | ---------------- | ------------- | ------------ |
| Dep. Armenio       | 0 - 2              | Comunicaciones     | 21.5.2022          | Ituzaingó      | 1 - 0         | San Miguel       | 4.6.2022      |              |
| Fénix              | 2 - 1              | Ituzaingó          | 21.5.2022          | Comunicaciones | 1 - 2         | Dock Sud         | 4.6.2022      |              |
| Talleres (RdE)     | 0 - 1              | Colegiales         | 21.5.2022          | Cañuelas       | 2 - 1         | UAI Urquiza      | 4.6.2022      |              |
| Def. Unidos        | 4 - 1              | Acassuso           | 21.5.2022          | Argentino (Q)  | 4 - 0         | Def. Unidos      | 4.6.2022      |              |
| Villa San Carlos   | 1 - 2              | Argentino (Q)      | 21.5.2022          | Acassuso       | 3 - 2         | Talleres (RdE)   | 4.6.2022      |              |
| UAI Urquiza        | 1 - 2              | J.J. Urquiza       | 21.5.2022          | Colegiales     | 1 - 0         | Dep. Merlo       | 5.6.2022      |              |
| Dock Sud           | 2 - 2              | Cañuelas           | 21.5.2022          | Los Andes      | 2 - 2         | Dep. Armenio     | 5.6.2022      |              |
| San Miguel         | 1 - 1              | Los Andes          | 21.5.2022          | J.J. Urquiza   | 0 - 4         | Villa San Carlos | 6.6.2022      |              |
| Riposa: Dep. Merlo | Riposa: Dep. Merlo | Riposa: Dep. Merlo | Riposa: Dep. Merlo | Riposa: Fénix  | Riposa: Fénix | Riposa: Fénix    | Riposa: Fénix |              |

## TorneoClausura
| Pos. | Squadra            | Pt | G  | V  | N | P  | GF | GS | DR  |
| ---- | ------------------ | -- | -- | -- | - | -- | -- | -- | --- |
| 1.   | Dep. Armenio (Y)   | 36 | 16 | 10 | 6 | 0  | 18 | 3  | +15 |
| 2.   | Colegiales         | 35 | 16 | 11 | 2 | 3  | 26 | 15 | +11 |
| 3.   | San Miguel         | 24 | 16 | 6  | 6 | 4  | 19 | 14 | +5  |
| 4.   | Ituzaingó          | 24 | 16 | 7  | 3 | 6  | 21 | 21 | 0   |
| 5.   | Def. Unidos        | 23 | 16 | 6  | 5 | 5  | 20 | 15 | +5  |
| 6.   | Villa San Carlos   | 23 | 16 | 6  | 5 | 5  | 16 | 16 | 0   |
| 7.   | Acassuso           | 22 | 16 | 6  | 4 | 6  | 14 | 15 | -1  |
| 8.   | Cañuelas           | 22 | 16 | 6  | 4 | 6  | 17 | 20 | -3  |
| 9.   | Dep. Merlo         | 21 | 16 | 5  | 6 | 5  | 17 | 17 | 0   |
| 10.  | Talleres (RdE)     | 21 | 16 | 5  | 6 | 5  | 15 | 16 | -1  |
| 11.  | Comunicaciones (X) | 20 | 16 | 5  | 5 | 6  | 20 | 21 | -1  |
| 12.  | Los Andes          | 19 | 16 | 4  | 7 | 5  | 15 | 14 | +1  |
| 13.  | UAI Urquiza        | 19 | 16 | 5  | 4 | 7  | 11 | 14 | -3  |
| 14.  | Dock Sud           | 18 | 16 | 5  | 3 | 8  | 16 | 21 | -5  |
| 15.  | Fénix              | 17 | 16 | 4  | 5 | 7  | 14 | 18 | -4  |
| 16.  | Argentino (Q)      | 15 | 16 | 3  | 6 | 7  | 16 | 24 | -8  |
| 17.  | J.J. de Urquiza    | 10 | 16 | 3  | 1 | 12 | 7  | 18 | -11 |

Legenda
      Squadra campione e qualificata alle semifinali del Torneo Reducido.

Note
Fonte: AFA
3 punti per la vittoria, 1 punto per il pareggio.
A parità di punti, valgono i seguenti criteri: 1) Spareggio (solo per determinare la vincente del campionato; 2) differenza reti; 3) gol fatti; 4) punti negli scontri diretti; 5) differenza reti negli scontri diretti; 6) gol fatti negli scontri diretti.
X - Il Comunicaciones ha vinto il Torneo Apertura e si è qualificato alle semifinali del Torneo Redudico.
Y - Il Deportivo Armenio ha vinto il Torneo Clausura e si è qualificato alle semifinali del Torneo Redudico.

### Risultati
| Acassuso           | 1 - 1              | Dep. Merlo         | 11.6.2022          | Dock Sud           | 1 - 4              | Ituzaingó          | 17.6.2022          | Comunicaciones   | 1 - 1            | Def. Unidos      | 25.6.2022        |
| J.J. de Urquiza    | 0 - 0              | Def. Unidos        | 11.6.2022          | Def. Unidos        | 3 - 1              | Cañuelas           | 17.6.2022          | Cañuelas         | 1 - 1            | Talleres (RdE)   | 25.6.2022        |
| Cañuelas           | 0 - 0              | Villa San Carlos   | 11.6.2022          | UAI Urquiza        | 0 - 0              | Los Andes          | 18.6.2022          | Ituzaingó        | 0 - 0            | UAI Urquiza      | 25.6.2022        |
| Comunicaciones     | 0 - 3              | UAI Urquiza        | 11.6.2022          | Dep. Armenio       | 1 - 0              | Fénix              | 18.6.2022          | Fénix            | 3 - 2            | Dock Sud         | 25.6.2022        |
| Los Andes          | 1 - 1              | Dock Sud           | 11.6.2022          | Villa San Carlos   | 1 - 1              | Comunicaciones     | 18.6.2022          | San Miguel       | 0 - 0            | Dep. Armenio     | 25.6.2022        |
| Ituzaingó          | 1 - 1              | Dep. Armenio       | 11.6.2022          | Dep. Merlo         | 1 - 2              | Argentino (Q)      | 18.6.2022          | Argentino (Q)    | 1 - 2            | Colegiales       | 26.6.2022        |
| Argentino (Q)      | 0 - 0              | Talleres (RdE)     | 12.6.2022          | Colegiales         | 0 - 1              | Acassuso           | 18.6.2022          | J.J. de Urquiza  | 1 - 2            | Dep. Merlo       | 26.6.2022        |
| Fénix              | 1 - 2              | San Miguel         | 13.6.2022          | Talleres (RdE)     | 1 - 0              | J.J. de Urquiza    | 20.6.2022          | Los Andes        | 0 - 3            | Villa San Carlos | 26.6.2022        |
| Riposa: Colegiales | Riposa: Colegiales | Riposa: Colegiales | Riposa: Colegiales | Riposa: San Miguel | Riposa: San Miguel | Riposa: San Miguel | Riposa: San Miguel | Riposa: Acassuso | Riposa: Acassuso | Riposa: Acassuso | Riposa: Acassuso |

| Acassuso             | 3 - 1                | Argentino (Q)        | 1.7.2022             | J.J. de Urquiza       | 1 - 0                 | Acassuso              | 9.7.2022              | Colegiales       | 2 - 0            | Comunicaciones   | 16.7.2022        |
| Dock Sud             | 1 - 2                | San Miguel           | 2.7.2022             | Cañuelas              | 0 - 1                 | Colegiales            | 9.7.2022              | UAI Urquiza      | 1 - 2            | Dep. Armenio     | 16.7.2022        |
| Colegiales           | 1 - 0                | J.J. de Urquiza      | 2.7.2022             | Comunicaciones        | 3 - 2                 | Dep. Merlo            | 9.7.2022              | Def. Unidos      | 0 - 1            | Fénix            | 16.7.2022        |
| Def. Unidos          | 2 - 1                | Los Andes            | 2.7.2022             | San Miguel            | 0 - 0                 | UAI Urquiza           | 9.7.2022              | Acassuso         | 1 - 1            | Cañuelas         | 16.7.2022        |
| Talleres (RdE)       | 3 - 2                | Comunicaciones       | 2.7.2022             | Dep. Armenio          | 2 - 0                 | Dock Sud              | 9.7.2022              | Villa San Carlos | 0 - 2            | San Miguel       | 17.7.2022        |
| Dep. Merlo           | 2 - 1                | Cañuelas             | 2.7.2022             | Ituzaingó             | 1 - 1                 | Def. Unidos           | 10.7.2022             | Talleres (RdE)   | 0 - 2            | Ituzaingó        | 17.7.2022        |
| UAI Urquiza          | 1 - 0                | Fénix                | 3.7.2022             | Fénix                 | 1 - 1                 | Villa San Carlos      | 11.7.2022             | Dep. Merlo       | 0 - 0            | Los Andes        | 17.7.2022        |
| Villa San Carlos     | 1 - 2                | Ituzaingó            | 3.7.2022             | Los Andes             | 0 - 0                 | Talleres (RdE)        | 12.7.2022             | Argentino (Q)    | 3 - 1            | J.J. de Urquiza  | 17.7.2022        |
| Riposa: Dep. Armenio | Riposa: Dep. Armenio | Riposa: Dep. Armenio | Riposa: Dep. Armenio | Riposa: Argentino (Q) | Riposa: Argentino (Q) | Riposa: Argentino (Q) | Riposa: Argentino (Q) | Riposa: Dock Sud | Riposa: Dock Sud | Riposa: Dock Sud | Riposa: Dock Sud |

| San Miguel              | 0 - 0                   | Def. Unidos             | 23.7.2022               | Def. Unidos         | 0 - 1               | Dep. Armenio        | 30.7.2022           | San Miguel       | 1 - 2            | Dep. Merlo       | 5.8.2022         |
| Cañuelas                | 2 - 1                   | Argentino (Q)           | 23.7.2022               | Colegiales          | 4 - 2               | Ituzaingó           | 30.7.2022           | Fénix            | 4 - 0            | Colegiales       | 6.8.2022         |
| Comunicaciones          | 3 - 1                   | Acassuso                | 23.7.2022               | Dep. Merlo          | 0 - 0               | Fénix               | 30.7.2022           | Ituzaingó        | 0 - 2            | Acassuso         | 6.8.2022         |
| Los Andes               | 0 - 2                   | Colegiales              | 23.7.2022               | Acassuso            | 0 - 0               | Los Andes           | 30.7.2022           | Dep. Armenio     | 0 - 0            | Talleres (RdE)   | 6.8.2022         |
| Fénix                   | 0 - 2                   | Talleres (RdE)          | 23.7.2022               | Argentino (Q)       | 0 - 1               | Comunicaciones      | 30.7.2022           | UAI Urquiza      | 1 - 0            | Villa San Carlos | 6.8.2022         |
| Dep. Armenio            | 1 - 1                   | Villa San Carlos        | 23.7.2022               | J.J. de Urquiza     | 0 - 1               | Cañuelas            | 30.7.2022           | Comunicaciones   | 1 - 0            | J.J. de Urquiza  | 7.8.2022         |
| Dock Sud                | 2 - 1                   | UAI Urquiza             | 24.7.2022               | Talleres (RdE)      | 2 - 1               | San Miguel          | 30.7.2022           | Los Andes        | 4 - 1            | Argentino (Q)    | 8.8.2022         |
| Ituzaingó               | 0 - 1                   | Dep. Merlo              | 25.7.2022               | Villa San Carlos    | 0 - 1               | Dock Sud            | 31.7.2022           | Dock Sud         | 0 - 1            | Def. Unidos      | 8.8.2022         |
| Riposa: J.J. de Urquiza | Riposa: J.J. de Urquiza | Riposa: J.J. de Urquiza | Riposa: J.J. de Urquiza | Riposa: UAI Urquiza | Riposa: UAI Urquiza | Riposa: UAI Urquiza | Riposa: UAI Urquiza | Riposa: Cañuelas | Riposa: Cañuelas | Riposa: Cañuelas | Riposa: Cañuelas |

| Def. Unidos              | 2 - 1                    | UAI Urquiza              | 13.8.2022                | Fénix                  | 1 - 2                  | Argentino (Q)          | 20.8.2022              | Colegiales          | 0 - 0               | Dock Sud            | 27.8.2022           |
| Talleres (RdE)           | 2 - 1                    | Dock Sud                 | 13.8.2022                | San Miguel             | 2 - 0                  | Acassuso               | 20.8.2022              | Dep. Merlo          | 1 - 2               | UAI Urquiza         | 27.8.2022           |
| Dep. Merlo               | 0 - 0                    | Dep. Armenio             | 13.8.2022                | Dep. Armenio           | 3 - 0                  | Colegiales             | 20.8.2022              | Acassuso            | 0 - 1               | Dep. Armenio        | 27.8.2022           |
| Acassuso                 | 0 - 0                    | Fénix                    | 13.8.2022                | Dock Sud               | 1 - 2                  | Dep. Merlo             | 20.8.2022              | Argentino (Q)       | 1 - 1               | San Miguel          | 27.8.2022           |
| Cañuelas                 | 0 - 4                    | Comunicaciones           | 13.8.2022                | UAI Urquiza            | 1 - 0                  | Talleres (RdE)         | 20.8.2022              | Comunicaciones      | 1 - 1               | Los Andes           | 27.8.2022           |
| Colegiales               | 2 - 1                    | San Miguel               | 14.8.2022                | Villa San Carlos       | 1 - 0                  | Def. Unidos            | 20.8.2022              | Cañuelas            | 3 - 2               | Ituzaingó           | 27.8.2022           |
| J.J. de Urquiza          | 1 - 0                    | Los Andes                | 15.8.2022                | Los Andes              | 2 - 0                  | Cañuelas               | 22.8.2022              | J.J. de Urquiza     | 0 - 1               | Fénix               | 28.8.2022           |
| Argentino (Q)            | 1 - 2                    | Ituzaingó                | 15.8.2022                | Ituzaingó              | 1 - 0                  | J.J. de Urquiza        | 23.8.2022              | Talleres (RdE)      | 1 - 2               | Villa San Carlos    | 30.8.2022           |
| Riposa: Villa San Carlos | Riposa: Villa San Carlos | Riposa: Villa San Carlos | Riposa: Villa San Carlos | Riposa: Comunicaciones | Riposa: Comunicaciones | Riposa: Comunicaciones | Riposa: Comunicaciones | Riposa: Def. Unidos | Riposa: Def. Unidos | Riposa: Def. Unidos | Riposa: Def. Unidos |

| Def. Unidos       | 2 - 0             | Talleres (RdE)    | 3.9.2022          | J.J. de Urquiza        | 0 - 1                  | Dep. Armenio           | 10.9.2022              | Dock Sud          | 1 - 0             | J.J. de Urquiza   | 17.9.2022         |
| San Miguel        | 3 - 1             | J.J. de Urquiza   | 3.9.2022          | Dep. Merlo             | 2 - 2                  | Def. Unidos            | 10.9.2022              | San Miguel        | 1 - 1             | Comunicaciones    | 17.9.2022         |
| Dep. Armenio      | 0 - 0             | Argentino (Q)     | 3.9.2022          | Colegiales             | 4 - 0                  | Villa San Carlos       | 10.9.2022              | Dep. Armenio      | 1 - 0             | Cañuelas          | 17.9.2022         |
| UAI Urquiza       | 0 - 3             | Colegiales        | 3.9.2022          | Argentino (Q)          | 1 - 1                  | Dock Sud               | 10.9.2022              | UAI Urquiza       | 0 - 0             | Argentino (Q)     | 17.9.2022         |
| Ituzaingó         | 2 - 1             | Comunicaciones    | 3.9.2022          | Cañuelas               | 3 - 1                  | San Miguel             | 10.9.2022              | Villa San Carlos  | 2 - 0             | Acassuso          | 18.9.2022         |
| Villa San Carlos  | 1 - 0             | Dep. Merlo        | 4.9.2022          | Comunicaciones         | 1 - 1                  | Fénix                  | 10.9.2022              | Def. Unidos       | 1 - 2             | Colegiales        | 18.9.2022         |
| Fénix             | 1 - 1             | Cañuelas          | 5.9.2022          | Los Andes              | 3 - 0                  | Ituzaingó              | 12.9.2022              | Fénix             | 0 - 3             | Los Andes         | 19.9.2022         |
| Dock Sud          | 2 - 0             | Acassuso          | 5.9.2022          | Acassuso               | 2 - 0                  | UAI Urquiza            | 12.9.2022              | Talleres (RdE)    | 1 - 1             | Dep. Merlo        | 20.9.2022         |
| Riposa: Los Andes | Riposa: Los Andes | Riposa: Los Andes | Riposa: Los Andes | Riposa: Talleres (RdE) | Riposa: Talleres (RdE) | Riposa: Talleres (RdE) | Riposa: Talleres (RdE) | Riposa: Ituzaingó | Riposa: Ituzaingó | Riposa: Ituzaingó | Riposa: Ituzaingó |

| 16ª giornata       | 16ª giornata       | 16ª giornata       | 16ª giornata       |                  | 17ª giornata  | 17ª giornata    | 17ª giornata  | 17ª giornata |
| Squadra            | R                  | Squadra            | Data               | Squadra          | R             | Squadra         | Data          |              |
| ------------------ | ------------------ | ------------------ | ------------------ | ---------------- | ------------- | --------------- | ------------- | ------------ |
| Colegiales         | 2 - 2              | Talleres (RdE)     | 24.9.2022          | Talleres (RdE)   | 0 - 1         | Acassuso        | 30.9.2022     |              |
| Comunicaciones     | 0 - 1              | Dep. Armenio       | 24.9.2022          | UAI Urquiza      | 0 - 1         | Cañuelas        | 1.10.2022     |              |
| Acassuso           | 2 - 1              | Def. Unidos        | 24.9.2022          | San Miguel       | 2 - 0         | Ituzaingó       | 2.10.2022     |              |
| Cañuelas           | 2 - 0              | Dock Sud           | 24.9.2022          | Dep. Armenio     | 3 - 0         | Los Andes       | 2.10.2022     |              |
| Ituzaingó          | 2 - 0              | Fénix              | 24.9.2022          | Villa San Carlos | 2 - 1         | J.J. de Urquiza | 2.10.2022     |              |
| Argentino (Q)      | 1 - 1              | Villa San Carlos   | 25.9.2022          | Dep. Merlo       | 0 - 1         | Colegiales      | 2.10.2022     |              |
| J.J. de Urquiza    | 1 - 0              | UAI Urquiza        | 26.9.2022          | Def. Unidos      | 4 - 1         | Argentino (Q)   | 2.10.2022     |              |
| Los Andes          | 0 - 0              | San Miguel         | 26.9.2022          | Dock Sud         | 2 - 0         | Comunicaciones  | 3.10.2022     |              |
| Riposa: Dep. Merlo | Riposa: Dep. Merlo | Riposa: Dep. Merlo | Riposa: Dep. Merlo | Riposa: Fénix    | Riposa: Fénix | Riposa: Fénix   | Riposa: Fénix |              |

## Torneo reducido

### Tabellone
|  | Prima fase | Prima fase        | Prima fase |  |   | Seconda fase | Seconda fase      | Seconda fase |  |   | Semifinali        | Semifinali        | Semifinali |  |  | Finale | Finale            | Finale | Finale | Finale |
|  |            |                   |            |  |   |              |                   |              |  |   |                   |                   |            |  |  |        |                   |        |        |        |
|  | 3          | Villa San Carlos  | 0 (4)      |  |   |              |                   |              |  |   |                   |                   |            |  |  |        |                   |        |        |        |
|  | 6          | Talleres          | 0 (3)      |  |   |              |                   |              |  |   |                   |                   |            |  |  |        |                   |        |        |        |
|  |            |                   |            |  |   | 1            | Villa San Carlos  | 2            |  |   | 2                 | Comunicaciones    | 0          |  |  |        |                   |        |        |        |
|  | 1          | Colegiales        | 1 (4)      |  | 4 | Acassuso     | 1                 |              |  | 3 | Villa San Carlos  | 1                 |            |  |  |        |                   |        |        |        |
|  | 8          | Acassuso          | 1 (5)      |  |   |              |                   |              |  |   |                   |                   |            |  |  |        |                   |        |        |        |
|  |            |                   |            |  |   |              |                   |              |  |   |                   |                   |            |  |  | 1      | Villa San Carlos  | 1      | 0      | 1      |
|  |            |                   |            |  |   |              |                   |              |  |   |                   |                   |            |  |  | 2      | Defensores Unidos | 2      | 0      | 2      |
|  | 4          | Cañuelas          | 0 (3)      |  |   |              |                   |              |  |   |                   |                   |            |  |  |        |                   |        |        |        |
|  | 5          | Defensores Unidos | 0 (4)      |  |   |              |                   |              |  |   |                   |                   |            |  |  |        |                   |        |        |        |
|  |            |                   |            |  |   | 2            | Defensores Unidos | 1            |  |   | 1                 | Deportivo Armenio | 0          |  |  |        |                   |        |        |        |
|  | 2          | Ituzaingó         | 0 (2)      |  | 3 | Fénix        | 0                 |              |  | 4 | Defensores Unidos | 1                 |            |  |  |        |                   |        |        |        |
|  | 7          | Fénix             | 0 (3)      |  |   |              |                   |              |  |   |                   |                   |            |  |  |        |                   |        |        |        |

### Prima fase
Alla prima fase del Torneo reducido hanno partecipato le 8 squadre meglio classificate nella Tabla anual, ad esclusione delle 2 squadre che hanno vinto il Torneo Apertura e il Torneo Clausura (Comunicaciones e Deportivo Armenio), che si uniranno al torneo in una fase successiva. Gli accoppiamenti della prima fase sono stati determinati sulla base della classifica determinata dalla Tabla anual: la 1ª classificata si scontra con l'8ª, la 2ª contro la 7ª, ecc. Ogni sfida si è determinata in gara unica in casa della squadra meglio classificata. In caso di pareggio non sono stati disputati i tempi supplementari, bensì direttamente i calci di rigore. Le quattro squadre vincitrici si sono qualificate alla seconda fase.

#### Risultati
| Arbitro: | Zamora |

|  |                      |  |
|  | Tiri di rigore 4 – 3 |  |

Vincendo 4-3 ai calci di rigore, il Villa San Carlos si è qualificato alla seconda fase del Torneo reducido.
| Arbitro: | Loustau |

|  |                      |  |
|  | Tiri di rigore 3 – 4 |  |

Vincendo 4-3 ai calci di rigore, il Defensores Unidos si è qualificato alla seconda fase del Torneo reducido.
| Arbitro: | Iglesias |

|  |                      |  |
|  | Tiri di rigore 2 – 3 |  |

Vincendo 3-2 ai calci di rigore, il Fénix si è qualificato alla seconda fase del Torneo reducido.
| Arbitro: | Alegre |

|             |                      |                |
| Kestler 71’ | Marcatori            | 68’ Sellecchia |
|             | Tiri di rigore 4 – 5 |                |

Vincendo 5-4 ai calci di rigore, l'Acassuso si è qualificato alla seconda fase del Torneo reducido.

### Seconda fase
Alla seconda fase del Torneo reducido si sono qualificate le 4 squadre vincenti della prima fase. Gli accoppiamenti sono stati determinati sulla base degli stessi criteri utilizzati nella prima fase, ovvero sulla base dei punti nell'arco dell'intero anno. Anche in questo caso, ogni sfida è stata decisa in gara unica, con eventuali calci di rigore in caso di parità (ovvero, senza i tempi supplementari).

#### Risultati
| Arbitro: | Delbarba |

|           |           |  |
| Zadel 45’ | Marcatori |  |

Battendo il Fénix 1-0, il Defensores Unidos si è qualificato alle semifinali del Torneo reducido.
| Arbitro: | Negrete |

|                        |           |            |
| Saborido 47’ Licht 53’ | Marcatori | 84’ Medina |

Battendo 2-1 l'Acassuso, il Villa San Carlos si è qualificato alle semifinali del Torneo reducido.

### Semifinali
Alle semifinali del Torneo reducido si sono qualificate le 2 squadre vincenti della seconda fase e le 2 squadre che hanno vinto il Torneo Apertura e il Torneo Clausura. Anche in questo caso le sfide si sono determinate su gara unica ma, a differenza delle fasi precedenti, in caso di parità si qualificherà per la finale la squadra che ha ottenuto una posizione migliore nella Tabla anual.

#### Risultati
| Arbitro: | Pafundi |

|  |           |           |
|  | Marcatori | 26’ Licht |

Con la vittoria per 1-0 sul Comunicaciones, il Villa San Carlos si è qualificato per la finale del Torneo reducido.
| Arbitro: | Iglesias |

|  |           |               |
|  | Marcatori | 62’ Velázquez |

Con la vittoria per 1-0 sul Deportivo Armenio, il Defensores Unidos si è qualificato per la finale del Torneo reducido.

### Finale
Alla finale del Torneo reducido si sono qualificate le 2 squadre vincenti delle partite di semifinale. A differenza delle altre fasi, la finale sarà disputata in 2 partite di andata e ritorno in cui ad avere il vantaggio di giocare la seconda partita in casa è la squadra che si è meglio classificata nella Tabla anual. In caso di pareggio al termine di entrambe le gare, si procederà alla disputa dei calci di rigore. La squadra vincitrice della finale otterrà il titolo di campione e la promozione diretta in Primera B Nacional.

#### Risultati
| Arbitro: | Franco Acita |

|                             |           |                       |
| Ortigoza 15’ Ortigoza 90+2’ | Marcatori | 86’ (aut.) Bulgarella |

| La Plata 6 novembre 2022, ore 14:00 UTC-3 Finale (ritorno) | Villa San Carlos   | 0 – 0 referto | Def. Unidos | Stadio Juan Carmelo Zerillo\| Arbitro: \| Sebastián Martínez \| |
| Arbitro:                                                   | Sebastián Martínez |               |             |                                                                 |

Con il risultato complessivo di 2-1, il Defensores Unidos si aggiudica la finale ed ottiene la promozione in Primera B Nacional.

## Statistiche

### Classifica marcatori
| Gol |  |  | Giocatore               | Squadra          |
| --- |  |  | ----------------------- | ---------------- |
| 16  |  |  | Lucas Scarnato          | San Miguel       |
| 13  |  |  | Franco Sosa             | Argentino (Q)    |
| 13  |  |  | Ivo Kestler             | Colegiales       |
| 13  |  |  | Jonatan Morán           | Los Andes        |
| 12  |  |  | Javier Velázquez        | Def. Unidos      |
| 12  |  |  | Sergio Sosa             | Comunicaciones   |
| 11  |  |  | Lucas Farías            | Talleres (RdE)   |
| 10  |  |  | Facundo Krüger          | Cañuelas         |
| 10  |  |  | Federico Sellecchia     | Acassuso         |
| 10  |  |  | Lucas Licht             | Villa San Carlos |
| 8   |  |  | Alcides Miranda Moreira | Ituzaingó        |
| 8   |  |  | Germán Águila           | Dock Sud         |
| 8   |  |  | Pio Bonacci             | Dep. Armenio     |